# Pierre Gabard
Pour les articles homonymes, voir Gabard.
Pierre Gabard, né le 13 septembre 1913 à Barbezieux et mort le 15 avril 1967 à Philadelphie, est un militaire, diplomate et résistant français, compagnon de la Libération. Ingénieur agronome en poste en Afrique, il est mobilisé au déclenchement de la Seconde Guerre mondiale puis décide de se rallier à la France libre après l'armistice du 22 juin 1940. Grièvement blessé dans les combats en Afrique, il entame une carrière diplomatique en Amérique qu'il poursuit après la fin de la guerre et jusqu'à son décès.

## Biographie

### Jeunesse et engagement
Fils d'un colonel et d'une professeure de peinture et de musique, Pierre Gabard naît le 13 septembre 1913 à Barbezieux-Saint-Hilaire en Charente. Après ses études secondaires, il entre à l'école coloniale d'agriculture de Tunis puis devance son appel pour effectuer son service militaire dans la cavalerie. Libéré en 1933 avec le grade de sous-lieutenant, il termine ses études et doté de son diplôme d'ingénieur agronome, il s'installe à Libreville au Gabon.

### Seconde Guerre mondiale
À la déclaration de la Seconde Guerre mondiale en 1939, Pierre Gabard est mobilisé au bataillon de tirailleurs de l'Oubangui-Chari avec le grade de lieutenant. Adjoint du capitaine Henri Amiel à partir de juin 1940, il assiste ce dernier dans le commandement du poste de Berbérati. Après l'armistice du 22 juin 1940, Gabard, son chef, et une grande partie des hommes de leur compagnie décident de se rallier à la France libre en août. Toujours aux côtés du capitaine Amiel, il est affecté au bataillon de marche no 2 (BM2) à Bangui sous les ordres du commandant Robert de Roux. Après plusieurs mois d'entraînement et de voyage, le BM2 arrive en Palestine en mai 1941 pour participer à la campagne de Syrie. Intégré à la 1re brigade française libre indépendante du général Koenig, le BM2 prend part à la guerre du désert en Libye. Au cours de cette campagne, Pierre Gabard s'illustre en juin 1942 lors de la bataille de Bir Hakeim pendant laquelle il est grièvement blessé lorsque, après avoir contré plusieurs attaques des troupes allemandes et italiennes du 8 au 10 juin, il défend la sortie des français occupant l'arrière-garde dans la nuit du 10 au 11 juin. Devant être amputé d'une jambe, il ne peut plus combattre mais reste cependant au service des forces françaises libres. En 1943 et 1944, il part pour les États-Unis et le Canada pour prononcer des conférences sur l'armée française. De janvier à août 1945, il est désigné par le général de Gaulle pour faire partie de la mission diplomatique dirigée par Louis Pasteur Vallery-Radot en Amérique latine,.

### Après-guerre
Après la guerre qu'il a terminé avec le grade de capitaine, sa participation à la mission Pasteur Vallery-radot l'ayant introduit dans le monde diplomatique, Pierre Gabard devient secrétaire de l'ambassade de France au Pérou en novembre 1945. En avril 1947, il s'installe à Montréal au Canada où il est suppléant du consul de France. Il devient ensuite, en 1955, Consul général de France à Philadelphie aux États-Unis.
Gravement malade, Pierre Gabard meurt en fonction le 15 avril 1967 à Philadelphie. Rapatrié en France, il est inhumé à Angoulême.

## Décorations
|  |  |  |  |  |  |
|  |  |  |  |  |  |
|  |  |  |  |  |  |

| Commandeur de la Légion d'honneur | Commandeur de la Légion d'honneur | Commandeur de la Légion d'honneur | Compagnon de la Libération | Compagnon de la Libération | Compagnon de la Libération | Croix de guerre 1939-1945                        | Croix de guerre 1939-1945                        | Croix de guerre 1939-1945                        |                                                  |                                                  |                                                  |
| Médaille des blessés de guerre    | Médaille des blessés de guerre    | Médaille des blessés de guerre    | Médaille coloniale         | Médaille coloniale         | Médaille coloniale         | Médaille commémorative de Syrie-Cilicie          | Médaille commémorative de Syrie-Cilicie          | Médaille commémorative de Syrie-Cilicie          |                                                  |                                                  |                                                  |
| Ordre du Mérite syrien            | Ordre du Mérite syrien            | Ordre du Mérite syrien            | Ordre du Mérite syrien     | Ordre du Mérite syrien     | Ordre du Mérite syrien     | Chevalier de l'Ordre de la Croix du Sud (Brésil) | Chevalier de l'Ordre de la Croix du Sud (Brésil) | Chevalier de l'Ordre de la Croix du Sud (Brésil) | Chevalier de l'Ordre de la Croix du Sud (Brésil) | Chevalier de l'Ordre de la Croix du Sud (Brésil) | Chevalier de l'Ordre de la Croix du Sud (Brésil) |